# Mílove (Jersón)
Mílove (en ucraniano: Милове, romanizado: Mýlove) es un pueblo ucraniano perteneciente al óblast de Jersón. Situado en el sur del país, forma parte del raión de Berislav y centro del municipio (hromada) homónimo.   

## Toponimia
El nombre del lugar en ruso es Mílovoye (en ruso: Мыловое).

## Geografía
Mílove se encuentra a orillas del río Balka Milova, a unos 92 km al noreste de Jersón.

## Historia
Mílove se fundó en 1781.
La construcción del embalse de Kajovka en los años 50 provocó la inundación del pueblo, por lo que fue reconstruido un kilómetro más hacia el interior.
Mílove estuvo ocupado por Rusia desde marzo de 2022 en el marco de la invasión rusa de Ucrania hasta el 10 de noviembre de 2022.El pueblo ha estado bajo fuego constante del ejército ruso desde la orilla izquierda del río Dniéper.

## Demografía
Según el censo de 2001, la lengua materna de la mayoría de los habitantes, el 95,61%, es el ucraniano; del 3,92% es el ruso.